# De As
De As, Abkürzung für: de Anarcho-Socialist, (Eigenname: de AS) ist eine niederländische anarchistische Zeitschrift und erscheint seit 1974 mit unterschiedlichen Themenausgaben.

## Inhalt
Die seit rund 40 Jahren erscheinende Zeitschrift wird viermal im Jahr herausgegeben von der Stiftung de AS in Den Bosch. Jede Ausgabe ist einem bestimmten Thema gewidmet. Die Nr. 132 beschäftigte sich zum Beispiel mit dem Thema Afrika; Nr. 136 Toleranz; Nr. 157 Autoren und Anarchismus und die Nr. 158 mit dem Thema Niederländische Anarchisten im Zweiten Weltkrieg. Im Dezember 1972 erschien die erste Ausgabe mit dem Untertitel Zeitschrift für Politik und Kultur bis zur Nr. 5. Mit dem Hinweis Anarchosozialistische Zeitschrift erschien die Nr. 6; ab der Nr. 7 bis zur Nr. 12 hatte sie den Untertitel Anarchistische Zeitschrift und von der Ausgabe Nr. 13 bis 73 wiederum Anarchosozialistische Zeitschrift. Die Nr. 74 erschien mit dem bereits früheren Untertitel Anarchistische Zeitschrift, den sie bis heute beibehalten hat.
Einmal im Jahr publiziert die Stiftung ein Jahrbuch, das jeweils verschiedene Inhalte publiziert: Anarchismus und soziale Bewegung; über Armut in den Niederlanden; spanische anarchistische Filmemacher; über die anarchistischen Sympathien für George Orwell und andere Themen.

### Zielsetzung und Redaktion
Zielsetzung von de AS ist eine kritische Sichtweise zu entwickeln zur gesellschaftlichen Situation, von der Politik bis zur Kunst, mit undogmatischem Vorgehen. Von 1973 bis 1983 war Anton Levien Constandse für die Zeitschrift als Redakteur tätig. Heutige Redakteure: Marius de Geus, Jaap van der Laan, Wim de Lobel, Hans Ramaer (Stand: Mai 2009).
Anarchistische Zeitschriften in den Niederlanden
(Stand: Mai 2009)
- De Vrije, anarchistische Online-Zeitschrift. Nachfolger von De Vrije Socialist
- Buiten de Orde, anarchistische Zeitschrift. Erscheint viermal im Jahr